# ویلکوو (شهرستان پرودنگک)
ویلکوو (به لاتین: Wilków) یک روستا در لهستان است که در گمینا بیاوا (استان اوپوله) واقع شده‌است.